# Anisodes impavida
Anisodes impavida là một loài bướm đêm trong họ Geometridae.